# 캣츠 앤 독스
《캣츠 앤 독스》(영어: Cats & Dogs)는 로런스 구터먼 감독의 2001년 첩보 코미디 영화이다. 제프 골드블룸 등이 실물 연기를 하고, 토비 매과이어, 앨릭 볼드윈, 마이클 클라크 덩컨 등이 목소리 연기를 맡았다. 지구 지배권을 놓고 한판 승부를 벌이는 고양이와 개들의 싸움을 그려냈으며, 개 27마리와 고양이 33마리가 출연하였다.
평단으로부터 대체로 엇갈린 평가를 받았다.
속편 《캣츠 앤 독스 2》(2010)로 이어진다.

## 줄거리
인간들은 모르고 있지만 개와 고양이들은 실은 높은 지능을 지녔고 인간의 말을 할 줄 알며 첨단 기술을 갖추고 비밀리에 종간 전쟁을 벌이고 있다. 고양이들이 인류 전체가 개 알레르기 증세를 갖게 만들려고 음모를 꾸미는 가운데 개 알레르기를 완전 정복할 수 있는 백신 화학식이 완성된다. 고양이들이 이 연구 결과를 파괴하려고 하자 개들은 이를 저지하려고 맞선다.

## 출연

### 실사
- 제프 골드블룸 - 찰스 브로디 교수 역
- 엘리자베스 퍼킨스 - 캐럴린 브로디 부인 역
- 알렉산더 폴록 - 스코티 브로디 역
- 미리엄 마걸리스 - 하녀 소피 역
- 마 앤더슨스 - 경비 역

### 목소리
- 토비 매과이어 - 비글 루이스 "루" 브로디 역
- 앨릭 볼드윈 - 캉갈 부치 역
- 숀 헤이스 - 페르시안 팅클스 씨 역
- 수전 서랜던 - 살루키 아이비 역
- 찰턴 헤스턴 - 잉글리시 마스티프 더 마스티프 역
- 존 러비츠 - 이그조틱 쇼트헤어 캘리코 역
- 조 팬털리아노 - 차이니스 크레스티드 피크 역
- 마이클 클라크 덩컨 - 올드 잉글리시 시프도그 샘 역
- 빌리 웨스트 - 데번 렉스 닌자 1 역
- 글렌 피카라 - 러시안 블루 디미트리 케넬코프 / 더 러시안 역
- 폴 페이프 - 회색늑대 울프 블리처 역
- 빅터 윌슨 - 도베르만 핀셔 훈련 담당 하사관 역
- 찰스 하워턴 - 저먼 셰퍼드 개 사령부 역
- 설로미 젠스 - 콜리 개 사령부 역
- 리처드 스티븐 호비츠 - 농장 강아지 역

## 시청 등급
- 대한민국: 전체 관람가
- 미국: PG

## 우리말 녹음
SBS 성우진
- 지미애 - 루(토비 매과이어)
- 김기현 - 부치(앨릭 볼드윈)
- 김소형 - 팅클스(숀 헤이스)
- 이봉준 - 브로디 교수(제프 골드블룸)
- 최문자 - 스코티(알렉산더 폴록)
- 김지혜 - 브로디 부인(엘리자베스 퍼킨스)
- 오인성 - 캘리코(존 러비츠)
- 이근욱 - 국장(찰턴 헤스턴)
- 이진화 - 아이비(수전 서랜던)
- 이연희 - 하녀(미리엄 마걸리스)
- 황윤걸 - 샘(마이클 클라크 덩컨)
- 윤복성 - 피크(조 팬털리아노) / 고양이(빌리 웨스트)
- 송준석 - 고양이(글렌 피카라)
- 홍진욱 - 경비원(마 앤더슨스) / 고양이(대니 맨)